# ستانلي كوك نورتون
ستانلي كوك نورتون (بالإنجليزية: Stanley Cook Norton)‏ (19 نوفمبر 1894 – 4 أبريل 1978) هو ضابط في بحرية الولايات المتحدة خدم خلال الحرب العالمية الثانية، وبلغ رتبة أدميرال خلفي (Rear Admiral) في سلاح البحرية الأمريكي.

## المسيرة العسكرية
التحق نورتون بخدمة بحرية الولايات المتحدة قبل اندلاع الحرب العالمية الثانية، وشارك في أدوار قيادية مختلفة خلال فترة الحرب. مع تقدمه في الخدمة، تولى مناصب قيادية وإدارية مهمة، حتى رُقّي إلى رتبة أدميرال خلفي، وهي إحدى الرتب العليا في البحرية الأمريكية.

## الحرب العالمية الثانية
خلال الحرب، شارك نورتون في عمليات بحرية استراتيجية، وأسهم في التخطيط والإشراف على بعض المهام اللوجستية والعملياتية، مما كان له دور في تعزيز قدرات الأسطول الأمريكي في مسارح القتال المختلفة.

## الجدول الزمني
| السنة     | الحدث                                          |
| --------- | ---------------------------------------------- |
| 1894      | ولادته في الولايات المتحدة.                    |
| 1930s     | تقدمه في الرتب البحرية حتى توليه مناصب قيادية. |
| 1941–1945 | خدمته في الحرب العالمية الثانية.               |
| بعد 1945  | ترقيته إلى رتبة أدميرال خلفي.                  |
| 1978      | وفاته في 4 أبريل.                              |

## الوفاة
توفي ستانلي كوك نورتون في 4 أبريل 1978 عن عمر ناهز 83 عامًا.